# إسماعيل صبري عبد الله
الدكتور إسماعيل صبري عبد الله ( 1925 ـ 2006) هو إقتصادي مصري، يعد رائد مدرسة في التفكير الاقتصادي. ترى هذه المدرسة المواءمة بين حقوق الفرد وحقوق المجتمع لتحقيق التنمية الاقتصادية والعمران البشري، اعتمادا علي الذات والقدرات والموارد الوطنية تجنبا لكل أنواع التبعية. وقد اهتمت دراساته بالفقراء والنهوض بهم مصريا وإفريقياً، وفي هذا السياق فقد رأس منتدى العالم الثالث ومنه خرجت أهم الدراسات عن المجتمع المصري في شتى مجالاته، وكذلك رأس مجموعة من خيرة الباحثين والمفكرين المصريين لوضع تصور علمي لمصر سنة 2020، وهو المشروع الذي يبحث في التصورات المستقبلية لمصر وكيفية مواجهة التحديات مصريا وعربيا.

## ولادته
ولد الدكتور إسماعيل صبري عبد الله عام 1925 لأسرة ذات أصول صعيدية ترجع إلي مركز ملوي في المنيا، هو وشقيقه الراحل الدكتور عز الدين عبد الله، عميد كلية حقوق جامعة عين شمس الأسبق، ابنان لواحد من أعيان الصعيد، وسليل عائلة من عائلات صعيد مصر المعروفة بالصلابة والثبات على المبدأ والدفاع عن الحق.

## تعليمه
- بدأ رحلته نحو اختياراته السياسية الماركسية منذ عام 1946، حيث سافر إلي فرنسا لدراسة الدكتوراه بعد أن حصل علي ليسانس الحقوق من جامعة فؤاد الأول «القاهرة حالياً»، وفي باريس عرف الأفكار الشيوعية في بيئة مغايرة ولم يكتف باعتناقها وإنما انخرط في تنظيماتها «الباريسية».
- عاد رحلته الباريسية عام 1951 حاملاً رسالة الدكتوراه والتحق بجامعة الإسكندرية أستاذاً للاقتصاد وانضم لصفوف الحزب الشيوعي المصري، واتخذ هو ورفيق عمره الراحل د. فؤاد مرسي من الجامعة مسرحاً لنشاطه الشيوعي السري، حتى تم اعتقاله في حملة ضد الشيوعيين عام 1955 وقدم للمحاكمة وتم فصله من الجامعة.

## الأفكار والسجن
- تعرض للسجن في عهد عبد الناصر مرتين، قضى في الثانية نحو خمس سنوات من عام 1959 إلى 1964، تعرض خلالها للتعذيب، ومع ذلك ظل على موضوعيته في النظر إلى التجربة الناصرية.
- جمع بين المعرفة الأكاديمية، والموسوعية، الاقتصادية والسياسية والثقافية والإبداعية، وبين النضال السياسي.. في رحلة عطاء نادرة المثال وحافلة بالتضحيات.
- قام بتدريس علم الاقتصاد في جامعتي الإسكندرية والقاهرة.
- تبني فكرة مشروع مصر2020، وهو في الواحدة والسبعين من عمره، فكان ينظر إلي المستقبل ويستشرف آفاقه.
- عكف في سنواته الأخيرة على مشروع بحثي جبار يستشرف أحوال مصر عام 2020 من خلال منتدى العالم الثالث،
- أبرز منجزات منتدى العالم الثالث، مشروع المستقبلات العربية البديلة، وصدر عنه في السنوات 1981ـ1986 خمسة عشر كتابا أهمها قياس التبعية في الوطن العربي، كما كان مشروع مصر2020 من أبرز منجزات المنتدى في السنوات 1997 ـ 2006 حيث بلغت إصداراته 24 كتابا فضلا عن عدد من الأوراق والكتيبات المهمة، وقد حشد للمشروع خبرات أكثر من ثلاثمائة باحث مصري وعربي من مختلف الأجيال، بالإضافة إلي ما يزيد علي مشاركة أكثر من سبعمائة باحث ومفكر وناشط سياسي وصحفي في ندواته.

## النبوغ
- ثنائية النبوغ في الفكر والحركة عنده كانت هي محط الإعجاب من معارضيه ومؤيديه في آن واحد.. حيث اشتهر بموسوعيته المعرفية في مجالات الاقتصاد والسياسة والأدب والعلوم، فمزج بين فصاحة ونبوغ العالم المفكر وتمرد الإنسان الذي رأي في الماركسية الخلاص من القهر والعبودية للشعوب فقرر الانتماء إليها حركة وفكراً منذ شبابه المبكر.

## كتبه
1. دراسة بعنوان حتمية الحل الاشتراكي
2. دراسة بعنوان رأس المال لكارل ماركس، وتعتبر تمهيدا لقراءة رأس المال
3. التنمية في عالم متغير
4. مصر التي نريدها

## أهم جذور ومقدمات فيما أنجزه من أعمال القضايا
1. التنمية المستقلة
2. الديمقراطية
3. الوحدة العربية
4. الاشتراكية

## المناصب التي تقلدها
- مستشار الرئيس جمال عبد الناصر للشؤون الاقتصادية والمالية
- نائبا لوزير التخطيط
- وزيرا للدولة للتخطيط فوزيرا للتخطيط في وزارة عزيز صدقي التي أعدت مصر لحرب أكتوبر
- بعد إقصاءه من الجامعة تولى في ديسمبر 1965 رئاسة شركة تابعة للقطاع العام
- تم تعيينه عضوا في مجلس الأمة (البرلمان المصري) في يناير 1969
- عين رئيسا للبنك الصناعي في فبراير 1971
- عين عضوا في مجلس إدارة البنك المركزي في سبتمبر 1971
- عين أستاذاً غير متفرغ في جامعة الإسكندرية في ديسمبر 1974
- توالت كتاباته في مجلة الطليعة ودراساته العلمية في النقود والبنوك والعلاقات الاقتصادية الدولية والتنمية الاقتصادية والتخطيط في مجالات المالية والتجارة الخارجية.
- رئيس تحرير دار المعارف (1965 - 1969 )
- مدير معهد التخطيط القومي (1969 - 1977)
- ووزير التخطيط (1974 - 1977)
- نائب رئيس حزب التجمع الوطني التقدمي الوحدوي الذي ساهم في تأسيسه عام 1976 حتى عام 2003. واعتذر عن الترشيح لرئاسته، بعد أن تخلى زعيمه التاريخي خالد محيي الدين عن الرئاسة.
- رئيس منتدى العالم الثالث التابع للأمم المتحدة

## وفاته
- توفي إسماعيل صبري عبد الله في 6 نوفمبر 2006 عن عمر ناهز الثمانين عاماً.